# Sanela
Sanela är ett kvinnonamn, främst använt på Balkan. Betydelsen kommer från latins sana - den hälsosamma; förnuftiga.
Sanela är ett vanligt kvinnonamn i Bosnien. Men det förekommer också ofta i Kroatien.
I Sverige finns det 551 som bär namnet, vara 530 som tilltalsnamn.